# Haszan Mubárak
Haszan Mubárak (1968. április 13. –) egyesült arab emírségekbeli válogatott labdarúgó.